# بطولة آسيا للشباب لكرة القدم 1977
بطولة آسيا للشباب لكرة القدم 1977 أقيمت خلال الفترة من 15 إلى 28 أبريل 1977 في إيران، وفاز بها منتخب العراق لكرة القدم 4-3 ضد منتخب إيران تحت 20 سنة لكرة القدم في ملعب آزادي في طهران وتأهل الفريقان إلى بطولة العالم للشباب لكرة القدم 1977.

## الفرق
شاركت الفرق التالية في البطولة:
| - أفغانستان - البحرين - بنغلاديش - هونغ كونغ - الهند | - إيران - العراق - اليابان - الأردن | - السعودية - ماليزيا - سنغافورة - كوريا الجنوبية |

## مرحلة المجموعات

### المجموعة أ
| الفرق     | لعب | فاز | تعادل | خسر | أهداف له | أهداف عليه | فارق الأهداف | النقاط |
| --------- | --- | --- | ----- | --- | -------- | ---------- | ------------ | ------ |
| إيران     | 2   | 2   | 0     | 0   | 11       | 0          | +11          | 4      |
| أفغانستان | 2   | 0   | 1     | 1   | 0        | 3          | -3           | 1      |
| سنغافورة  | 2   | 0   | 1     | 1   | 0        | 8          | -8           | 1      |

 إيران 8 - 0  سنغافورة
 إيران 3 - 0  أفغانستان
 أفغانستان 0 - 0  سنغافورة

### المجموعة ب
| الفرق    | لعب | فاز | تعادل | خسر | أهداف له | أهداف عليه | فارق الأهداف | النقاط |
| -------- | --- | --- | ----- | --- | -------- | ---------- | ------------ | ------ |
| العراق   | 2   | 2   | 0     | 0   | 7        | 0          | +7           | 4      |
| الهند    | 2   | 1   | 0     | 1   | 4        | 4          | 0            | 2      |
| بنغلاديش | 2   | 0   | 0     | 2   | 0        | 7          | -7           | 0      |

 العراق 4 - 0  الهند
 العراق 3 - 0  بنغلاديش
 الهند 4 - 0  بنغلاديش

### المجموعة ج
| الفرق     | لعب | فاز | تعادل | خسر | أهداف له | أهداف عليه | فارق الأهداف | النقاط |
| --------- | --- | --- | ----- | --- | -------- | ---------- | ------------ | ------ |
| اليابان   | 2   | 1   | 1     | 0   | 6        | 1          | +5           | 3      |
| البحرين   | 2   | 1   | 1     | 0   | 4        | 2          | +2           | 3      |
| هونغ كونغ | 2   | 0   | 0     | 2   | 1        | 8          | -7           | 0      |

 اليابان 5 - 0  هونغ كونغ
 اليابان 1 - 1  البحرين
 البحرين 3 - 1  هونغ كونغ

### المجموعة د
| الفرق          | لعب | فاز | تعادل | خسر | أهداف له | أهداف عليه | فارق الأهداف | النقاط |
| -------------- | --- | --- | ----- | --- | -------- | ---------- | ------------ | ------ |
| السعودية       | 3   | 2   | 1     | 0   | 5        | 0          | +5           | 5      |
| كوريا الجنوبية | 3   | 1   | 2     | 0   | 3        | 0          | +3           | 4      |
| ماليزيا        | 3   | 0   | 2     | 1   | 1        | 4          | -3           | 2      |
| الأردن         | 3   | 0   | 1     | 2   | 1        | 6          | -5           | 1      |

 السعودية 2 - 0  الأردن
 كوريا الجنوبية 0 - 0  ماليزيا
 كوريا الجنوبية 0 - 0  السعودية
 ماليزيا 1 - 1  الأردن
 كوريا الجنوبية 3 - 0  الأردن
 السعودية 3 - 0  ماليزيا

## ربع النهائي
إيران 3 - 0  الهند
 العراق 5 - 1  أفغانستان
 اليابان 0 - 0  كوريا الجنوبية
3-1 بعد ضربات الجزاء
 السعودية 2 - 2  البحرين
5-6 بعد ضربات الجزاء

## نصف النهائي
إيران 2 - 1  اليابان
 العراق 3 - 0  البحرين

## مباراة المركز الثالث
البحرين 3 - 1  اليابان

## النهائي

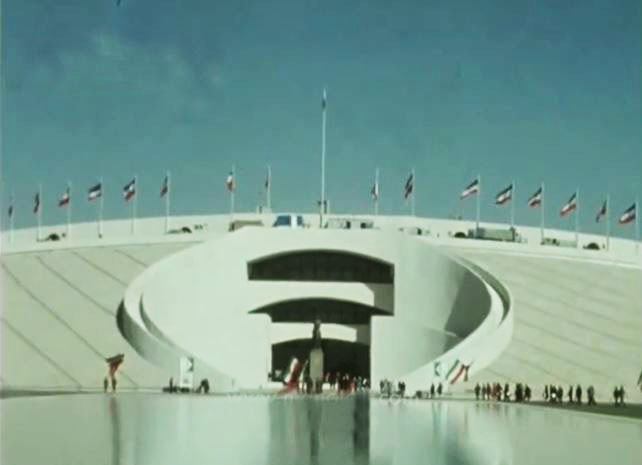

| العراق                                                   | 4 – 3 | إيران                                                   |
| -------------------------------------------------------- | ----- | ------------------------------------------------------- |
| حسين لعيبي 29' · مهدي عبد الصاحب 38' · حسين سعيد 74' 80' |       | Moharam Asheri 7' · Hassanzadeh 55' · Alikaram Suri 78' |

| بطولة العالم للشباب لكرة القدم 1977 |
| ----------------------------------- |
| · العراق · للمرة الثانية            |

## التأهل إلى بطولة العالم للشباب لكرة القدم
تأهل أفضل فريقان إلى بطولة العالم للشباب لكرة القدم 1977.
- العراق
- إيران

## وصلات خارجية
- Details on RSSSF